# Paeonia 'Da Fu Gui'
Paeonia lactiflora 'Da Fu Gui' (англ. Top Splendid, кит. трад. 大富貴, упр. 大富贵, пиньинь dà fùguì, буквально: «великое процветание») — созданный в Китае сорт Paeonia lactiflora. Является объектом промышленного разведения.
Используется в качестве модельного растения в биологических исследованиях.

## Биологическое описание
Многолетнее травянистое растение, 60—85 см высотой.
Цветки хризантемовидные, красные, 15×10 см, с умеренным ароматом.
Диплоид.

## В культуре
Зоны морозостойкости: от 2a до более тёплых.
Сорт среднего срока цветения.
Размножается делением корневищ, прививкой и микроклонально.
Условия культивирования см: Пион молочноцветковый.